# Taekwondo-Weltmeisterschaften 1979
Die 4. Taekwondo-Weltmeisterschaft 1979 fand vom 26. bis 28. Oktober 1979 in Sindelfingen nahe Stuttgart statt. Es war die erste Taekwondo-Weltmeisterschaft in Europa. Insgesamt wurden 10 Wettbewerbe in unterschiedlichen Gewichtsklassen ausgetragen. Wettbewerbe für Frauen gab es noch nicht. Es nahmen 453 Athleten aus 38 Ländern teil.

## Ergebnisse

### Männer
| Gewichtsklasse | Gold            | Silber             | Bronze           |
| -------------- | --------------- | ------------------ | ---------------- |
| - 48 kg        | Lee Seung-kyung | Jaime de Pablos    | Emilio Azofra    |
| - 48 kg        | Lee Seung-kyung | Jaime de Pablos    | Dae-Sung Lee     |
| - 52 kg        | Yang Ki-mo      | Jesús Benito       | Bachir Uazzani   |
| - 52 kg        | Yang Ki-mo      | Jesús Benito       | Ramiro Guzmán    |
| - 56 kg        | Kim Yong-ki     | Pablo Arizmendi    | Chung-Sik Choi   |
| - 56 kg        | Kim Yong-ki     | Pablo Arizmendi    | Dragan Veljović  |
| - 60 kg        | Yim Dai-taik    | Reynaldo Salazar   | Bernd Bartsch    |
| - 60 kg        | Yim Dai-taik    | Reynaldo Salazar   | Martin Hall      |
| - 64 kg        | Park Oh-sung    | Greg Fears         | Henk Horsten     |
| - 64 kg        | Park Oh-sung    | Greg Fears         | Hubert Leuchter  |
| - 68 kg        | Oscar Mendiola  | Lindsay Lawrence   | Helmut Gärtner   |
| - 68 kg        | Oscar Mendiola  | Lindsay Lawrence   | Kim Moo-chun     |
| - 73 kg        | Rainer Müller   | Guillermo Aragonez | Hans Brugmans    |
| - 73 kg        | Rainer Müller   | Guillermo Aragonez | Park Chung-ho    |
| - 78 kg        | Kim Sang-chun   | Richard Schulz     | Byl Be Yao       |
| - 78 kg        | Kim Sang-chun   | Richard Schulz     | John Holloway    |
| - 84 kg        | Chan Chung      | Eugen Nefedow      | Cissé Abdoulaye  |
| - 84 kg        | Chan Chung      | Eugen Nefedow      | Scott Rohr       |
| + 84 kg        | Sjef Vos        | Thomas Seabourne   | Carlos Obregón   |
| + 84 kg        | Sjef Vos        | Thomas Seabourne   | Keith Whittemore |

## Medaillenspiegel
| Platz | Land                   | Gold | Silber | Bronze | Gesamt |
| ----- | ---------------------- | ---- | ------ | ------ | ------ |
| 1     | Südkorea               | 7    | -      | 2      | 9      |
| 2     | Mexiko                 | 1    | 4      | 2      | 7      |
| 3     | BR Deutschland         | 1    | 2      | 4      | 7      |
| 4     | Niederlande            | 1    | -      | 2      | 3      |
| 5     | Vereinigte Staaten     | -    | 2      | 4      | 6      |
| 6     | Spanien                | -    | 1      | 1      | 2      |
| 7     | Vereinigtes Königreich | -    | 1      | -      | 1      |
| 8     | Australien             | -    | -      | 2      | 2      |
|       | Elfenbeinküste         | -    | -      | 2      | 2      |
| 10    | Marokko                | -    | -      | 1      | 1      |

## Quelle
- Ergebnisseite der WTF (englisch) (Abgerufen am 22. November 2010)